# کریپتوکلیدوس
کریپتوکلیدوس (نام علمی: Cryptoclidus) نوعی جانور انقراض یافته از نوع پلسیوسورها بوده که در انگلستان امروزی و در دوره ژوراسیک میانه زیست می‌کرده‌است.این جانور طولی معادل ۸ متر و وزنی معادل ۸ تن داشته‌است و غذایش را ماهیها شامل می‌شدند.
این خزنده ی دریایی دوزیست دارای سر کوچک و مسطح ، بدن نسبتاً ضخیم و چهار باله ی قدرتمند است.اولین فسیل از این جانور در سال ۱۸۷۲ کشف شد ، اما تا سال ۱۸۹۲ نامی برایش در نظر گرفته نشده بود.تا اینکه در سال ۱۸۹۲ دیرین‌شناسی به نام هری سیلی (Harry Seeley) نام کریپتوکلیدوس را برایش برگزید.

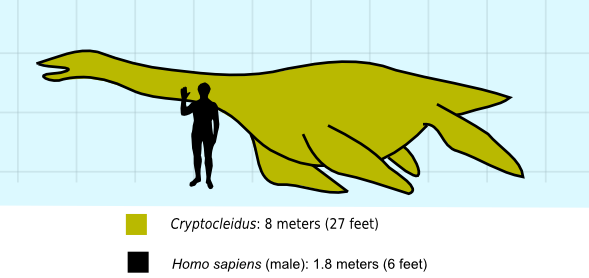
کریپتوکلیدوس در مقایسه با یک انسان.